# Izoamplituda
Izoamplituda – izolinia na mapie łącząca punkty o jednakowej amplitudzie danego elementu meteorologicznego, np. na mapach synoptycznych o jednakowych amplitudach temperatury powietrza.